# インヴィジブル (U2の曲)
「インヴィジブル」（Invisible）は、U2が2014年に発表した曲で、シングルリリースされた。

## 概要
2014年2月2日、U2は第48回スーパーボウルの試合中継で放送されたバンク・オブ・アメリカのCMに出演し、この曲をiTunesにて24時間限定で無料配信した。ダウンロード1件につき上限200万ドルでバンク・オブ・アメリカがRedに1ドル寄付する仕組みだったが、最終的には上限を撤廃して、300万ドル以上の寄付金を集めるのに成功した。ちなみにこの曲は最初から『Songs of Innocence』に収録する予定はなく、「生存証明」的な意味でのリリースだったのだという――が、これに先立つ1月16日、U2の新曲を世界で一番最初に流す「特権」を持つデイヴ・ファニングが、RTEラジオの自身の番組で、U2の新曲としてDark Staresの「Bad Machine」という曲を2度に渡って流すという事件があった。後で悪ふざけと判明したが、それにしても悪質である。

話を曲に戻すと、この曲は1979年4月、レコード会社にバンドを売り込むためにアリを伴って初めてロンドンを訪れときの思い出が元になっているのだという。
そもそもなんでバンドをやりたくなったのか、その辺まで遡ってたんだよ。それでラモーンズやクラフトワークをよく聴いてたんだ。その二つからの影響は"Invisible"でもよくわかると思うんだけど。おかげで曲を書いてて一気に蛇口が開いた感じだったよ、ダムが決壊したような勢いでね（ボノ）
元々はストレートなロック・ソングだったんだよ。ロサンジェルスにいた時に僕が取りかかったデモで、ちょっとラモーンズのような感じだったんだ。それをダブリンでバンドに聴かせて、一回丸裸にしてみせて、いろんなアレンジを試してみたんだけどね。でも、どれもよさげなんだけど、決め手には欠けていてね。その後、ブライアン（・バートンことデンジャーマウス）とやってたら、エレクトロニカ的な美学を持ったアレンジに行き着いたんだ。その地点に来てみると、ボノも歌い手としてこの曲を掴むことができて、これはちょっと新しい境地だと感じ取れたようなんだよ（エッジ）
この曲はUSオルタナティヴソングチャート（旧称モダン・ロック・トラックス・チャート）で1位を獲得し、過去25年におけるチャート登場回数が39回となり、38回のPearl Jamを抜いて歴代最多回数となった。
なおこの曲は『Songs of Innocence』のデラックス・エディションの隠しトラックとして収録されている。

## PV
- 監督：マーク・ロマネク
- ロケ地：Barker Hanger（ロサンゼルス）
- 撮影日：2014年1月6日
- リリース日：2014年2月11日

## アウトアピアランス
- The Tonight Show starring Jimmy Fallon: For Your Consideration (2014) - 『The Tonight Show starring Jimmy Fallon』の第1回放送が収録されたDVD。ゲストはU2で、番組で演奏した「Invisible」と「Ordinary Love」が収録されている。